# Kurjačara
Kurjačara (mađ. Jankamajor, Jankamajor tanya) je seosko naselje u jugoistočnoj Mađarskoj.

## Zemljopisni položaj
4 je kilometra sjeveroistočno od uže jezgre Milkuta. 2 je km sjeveroistočno od Vinca.

## Upravna organizacija
Nalazi se u jankovačkoj mikroregiji u Bačko-kiškunskoj županiji. Upravno pripada selu Milkutu, a uz ovo selo to je još i Vinac.
Poštanski je broj 6449. 

## Promet
Lokalnom je cestom povezana s cestovnom prometnicom br. 58.

## Stanovništvo
Sva sela, zajedno s Kurjačarom imala su 2001. 61 stanovnika.